# 2000 YH2
2000 YH2, também escrito como 2000 YH2, é um objeto transnetuniano (TNO) que está localizado no cinturão de Kuiper, uma região do Sistema Solar. Este corpo celeste é classificado como um plutino, pois, o mesmo está em uma ressonância orbital de 2:3 com o planeta Netuno. O mesmo possui uma magnitude absoluta de 8,0 e tem um diâmetro com cerca de 111 km.

## Descoberta
2000 YH2 foi descoberto no dia 17 de dezembro de 2000 pelo astrônomo M. J. Holman, B. Gladman, e T. Grav.

## Características orbitais
A órbita de 2000 YF2 tem uma excentricidade de 0,306 e possui um semieixo maior de 39,508 UA. O seu periélio leva o mesmo a uma distância de 27,432 UA em relação ao Sol e seu afélio a 51,584 UA.
2000 YH2 está atualmente a 27,4 UA de distância do Sol, e veio a periélio em março de 2014. Isto significa que este Plutino está atualmente dentro da órbita do planeta Netuno. Assim como Plutão, este objeto passa parte de sua órbita mais próximo do Sol do que Netuno, embora suas órbitas sejam controladas por Netuno. Simulações realizadas pela Deep Ecliptic Survey (DES) mostram que durante os próximos 10 milhões anos 2000 YH2 vai adquirir uma distância de periélio tão pequeno quanto 26,7 UA.
Ele só foi observado 25 vezes ao longo de sete anos e tem uma qualidade média de conhecimento sobre sua órbita de 4.

## Características físicas
Assumindo um albedo genérico dos objetos transnetunianos que é de 0,09 2000 YH2 tem cerca de 111 km de diâmetro. Mas desde que o verdadeiro albedo é desconhecido e tem uma magnitude absoluta (H) de 8,0, o seu diâmetro poderia facilmente ser de cerca de 65–150 km.